# チョコボール

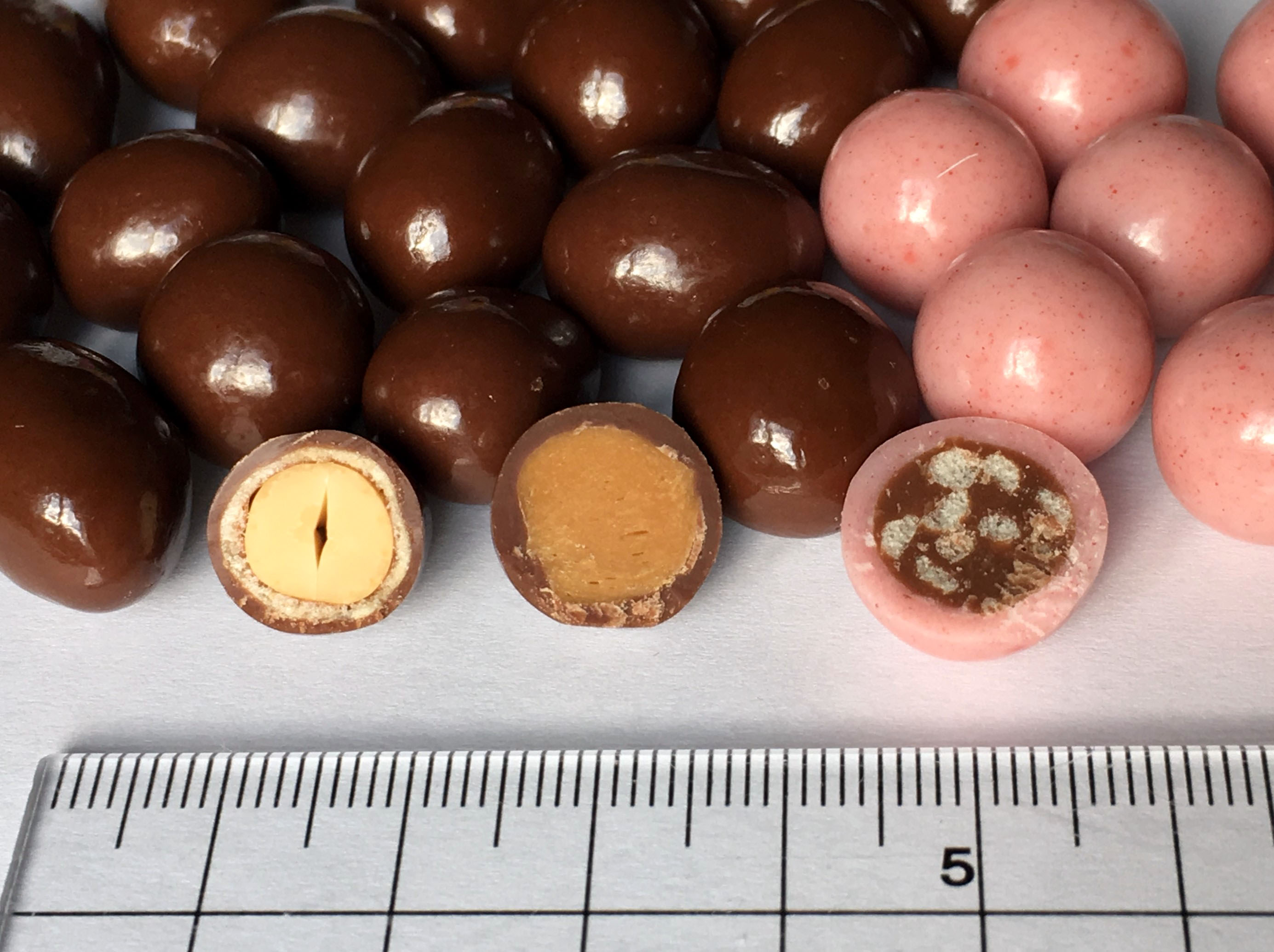
左からピーナッツ、キャラメル、いちごの断面

チョコボール(CHOCOBALL)は、森永製菓が販売しているチョコレート菓子である。ピーナッツやキャラメルなどを包含した球形のチョコレートで、複数種類が発売されている。製造工場は森永製菓小山工場。パッケージのマスコットキャラクターは「キョロちゃん」（大きなくちばしを持つ鳥）。

## 商品

### 種類
通年販売
一般販売
- ピーナッツ
- キャラメル
- いちご

地方限定販売
- 北海道限定夕張メロンチョコボール

期間限定
コンビニエンスストア限定商品
- ブルーベリー
- ピーチ
- メロン
- ラズベリー
- 北海道ミルク
- でかチョコボールさくさくミルク

### 経緯
- 1963年 - 大人向けのチョコ菓子「SKIP」を発売する。子供向けチョコレートボールの元になる[1]。
- 1965年 - 一社提供のテレビアニメ『宇宙少年ソラン』の宇宙リス・チャッピーをマスコットキャラクターに採用し、「チョコレートボール」を定価30円で発売する。
- 1967年 - ソランの放映終了に伴いマスコットを「キョロちゃん」に変更する。「ピーナッツボール」「チョコレートボール」「カラーボール」の3種類があり、テレビコマーシャルにペギー葉山を用いる[1]。
- 1969年 - 商品名を「チョコボール」に改称する[1]。
- 1973年10月 - 「チョコボール ピーナッツ」と「チョコボール キャラメル」を発売する。定価を50円に変更する。
- 1974年 - 箱上部に配された「くちばし」を引き起こす、現行の意匠になる。
- 1986年 - 「エンゼルマーク」と外装を更新する。
- 1987年11月 - 「チョコボール アーモンド」と「チョコボール ピーナッツ」を袋入りで発売する。広告にとんねるずを起用する。
- 1990年8月 - 定価を60円に変更する。
- 1991年 - 商品外観にオリジナルキャラクター「キョロちゃん」の名称を初めて表示する[注 1]。
- 1992年9月 - 「チョコボールアイス」を発売する。
- 1994年8月 - 「カラーボール ピーナッツ」を発売する。
- 1995年8月 - 「チョコボール いちご」を発売する。 
  - 9月 - 「キョロちゃんクラブ」を発売し、以降パート10まで継続する。
- 1999年1月 - マスコット付きの「キョロちゃんショップ」を発売し、以降7種類を販売する。
  - 6月 - 「チョコボール アーモンドキャラメル」と「チョコボール 大粒ピーナッツ」を150円で発売する。
- 2000年11月 - 「白いチョコボール」を150円で発売する。
- 2001年8月 - 『爆転シュート ベイブレード』とのコラボ商品「ベイブレードボール」が発売された[注 2]。キョロちゃん以外の各作品のキャラクターが描かれたのは初。
- 2002年3月 - 「チョコボール アーモンド」を150円で発売する。 
  - 5月 - 「チョコボール ブラック&ビター」を150円で発売する。
  - 7月 - 「チョコボール バナナ」を発売する。
  - 8月 - 『爆転シュート ベイブレード 2002』とのコラボ商品「ベイブレードボール」の第2弾を発売[注 3]。ベイブレードのコラボ商品としては2度目である。
- 2003年 - コンビニエンスストア限定で「キョロちゃんカフェ キャラメルマキアート」と「キョロちゃんカフェ ミルクティ」を発売、「チョコボール チーズケーキ味」と「チョコボール キャラメルマキアート」を150円で発売する。
  - 8月 - 『爆転シュート ベイブレード Gレボリューション』とのコラボ商品「ベイブレードボール」の第3弾を発売[注 4]。ベイブレードのコラボ商品としては3度目となる。なお、「Gレボリューション」を以って、事実上の販売終了となっている。
- 2004年3月 - 「チョコボール カフェ・オ・レ」「チョコボール ほろにがコーヒー」「チョコボール まろやかミルクティー」を150円で発売する。
- 5月 - 「チョコボール」を特許庁へ商標登録を出願する。
- 8月 - 「チョコボール ビスケット」を発売、「チョコボール 大豆」と「チョコボール ショコラマロン」を150円で発売する。
- 11月 - 「チョコボール ココアビスケット」と「チョコボール ショコラキャラメル」を150円で発売する。
- 2005年3月 - 「チョコボール あかい果実」と「チョコボール きいろい果実」を150円で発売する。
- 2006年7月 - 「チョコボール ミルク」を発売する。
  - 「チョコボール ガトーショコラ」「チョコボール チーズケーキ」「チョコボール 艶やかビター」「チョコボール まろやか豆乳」を袋入り100円で発売する。
- 2007年春季 - 「チョコボール スイートコーン」を発売する。
  - 3月 - セブン-イレブン限定で1967年当時の意匠を再現した復刻版の「チョコボール ピーナッツ」と「チョコボール キャラメル」を発売する[注 5]。
  - 7月 - 「チョコボール ミルク」を改良して「チョコボール 帰ってきたミルク」として再発売する。
  - 8月 - 関東地方、信越地方のコンビニエンスストア限定で、「大人のチョコボール ピーナッツ赤缶」と「大人のチョコボール ピーナッツビター黒缶」を発売する。
  - 12月 - 「チョコボール」の希望小売価格を74円に変更する。
- 2008年
  - 1月 - 「天才キョロちゃんチョコボール」を100円で発売する。
  - 3月4日 - 「チョコボール チョコバナナ」を発売する。
  - 3月25日 - 東日本限定で「チョコボール ピーナッツ赤缶」と「チョコボール 男のビスケット黒缶」を発売する。
  - 7月8日 - 「チョコボール ヨーグルト」を発売する。
  - 7月11日 - 「チョコボール」が第5149690号で商標登録される。
- 2009年
  - 1月 - 「天才キョロちゃんチョコボール」の包装意匠を刷新して100円で発売する。
  - 8月 - 「チョコボール 白いクリームチーズ味」と「チョコボール 黒いエスプレッソ味」を120円で発売する。
  - 9月8日 - 「チョコボール 牛乳プリン味」を発売する。
  - 10月8日 - 『メタルファイト ベイブレード』とのコラボ商品として、「ベイブレードボール」の商品が大幅にリニューアルされる[注 6]。ベイブレードのコラボ商品としては4度目で、リニューアル後では初。
  - 11月4日 - 「チョコボール しっかりミルク」を発売する。
  - 「チョコボール 黒いビターチョコレート&ココアビスケット」と「チョコボール 白いホワイトチョコレート&ココアビスケット」を120円で発売する。
- 2010年
  - 3月2日 - 「でかチョコボール さくさくホワイト」を発売する。
  - 8月31日 - 「チョコボール ダブルチョコ」を発売する。
  - 10月12日 - 『メタルファイト ベイブレード 爆』とのコラボ商品として「ベイブレードボール」の第2弾が発売[注 7]。ベイブレードのコラボ商品としては5度目となる。
  - 11月2日 - 「チョコボール 冬のみるく」を発売する。
- 2011年
  - 1月18日 - 「チョコボール 冬のチョコバナナ」をコンビニエンスストアと駅売店限定で発売する。
  - 3月2日 - 「チョコボール クッキー&クリーム味」と「キョロちゃんキャラメルチョコバー」を発売する。
  - 7月5日 - 「チョコボール クリームソーダ味」を発売する。
  - 9月21日 - 「チョコボール ココア&ホワイト」を発売する。
  - 10月 - 「チョコボール ブラックサンダー味」と「チョコボール チロルチョコ味」を発売する。
  - 10月14日 - 『メタルファイト ベイブレード 4D』とのコラボ商品として「ベイブレードボール」の第3弾が発売[注 8]。ベイブレードのコラボ商品としては6度目となる。
  - 11月2日 - 「チョコボール 北海道ミルク」を発売する。
- 2012年
  - 6月6日 - 「チョコボール チョコバナナ」を発売する。
  - 9月19日 - 『メタルファイト ベイブレード ZEROG』とのコラボ商品「ベイブレードボール炎」を発売[注 9]。「ベイブレード」のコラボ商品としては7度目となる。なお、ベイブレードのコラボ商品としては一旦発売は休止となっている。
- 2015年
  - 7月7日 - 「開かずのチョコボール チョコ×ココア」を期間限定で発売する。
  - 11月4日 - 箱を動して楽しむスマホARゲーム「チョコボールAR Toyシリーズ」を発売する[2]。
- 2016年
  - 11月5日 - 『ベイブレードバースト』とのコラボ商品「ベイブレードバーストボール」を発売[注 10]。ベイブレードのコラボ商品としては8度目で、大幅にリニューアルするのは初。
- 2017年
  - 10月 - 50周年を記念して金のエンゼルの出現率2倍キャンペーンを実施[3]。
  - 11月7日 - 金のきなこもちを期間限定で発売する[4]。
  - 11月21日 - 『ベイブレードバースト ゴッド』とのコラボ商品「ベイブレードバーストボール」の第2弾が発売[注 11]。ベイブレードのコラボ商品としては9度目である。
- 2018年
  - 11月24日 - 『ベイブレードバースト 超ゼツ』とのコラボ商品「ベイブレードバーストボール」の第3弾が発売[注 12]。ベイブレードのコラボ商品としては10度目である。
- 2019年
  - 11月16日 - 『ベイブレードバースト ガチ』とのコラボ商品「ベイブレードバーストボール」の第4弾が発売[注 13]。ベイブレードのコラボ商品としては11度目である。
- 2020年
  - 11月12日 - 『ベイブレードバースト スパーキング』とのコラボ商品「ベイブレードバーストボール」の第5弾を発売[注 14]。ベイブレードのコラボ商品としては12度目である。
- 2021年
  - 12月5日 - 『ベイブレードバースト ダイナマイトバトル』とのコラボ商品「ベイブレードバーストボール」の第6弾を発売[注 15]。ベイブレードのコラボ商品としては13度目である。なお、ベイブレードのコラボ商品は事実上終了している。
- 2022年
  - 11月上旬 - 55周年を記念して金のエンゼル当選確率2倍キャンペーンを実施。
- 2023年
  - 2月28日 - 「チョコボール 桔梗信玄餅」を発売する。
  - 10月31日 - 『モンスターストライク』とのコラボキャンペーン「カラフルお菓子のわくわくパーティー」[5]にて、各フレーバーごとに選抜されたキャラクターと共に、同パッケージに描かれたキャラクターのコスプレをしたキョロちゃんのコラボパッケージが登場[注 16]。また、このキャンペーン限定のフレーバー「友情コンボ チョコ×ビス」も発売された。

### 関連商品
- キョロちゃんグミ
- チョコボールアイス（ピーナッツ、キャラメル）、（イチゴ、キャラメル）
- キョロちゃんが作ったキョロちゃんクッキー　キャラメルクリーム、ピーナッツクリーム、いちごクリーム、バナナクリーム、ミルククリーム、はちみつミルク
- キョロちゃんが作ったキョロちゃんケーキ　ミルク、マンゴーミルク
- キョロちゃんピーナッツプリン、キョロちゃんいちごプリン
- まるでチョコボールパン　ピーナッツ、いちご
- キョロちゃんいちごみるくのムース
- キョロちゃんシュークリーム
- キョロちゃんチョコバー　いちご キャラメル　ピーナッツ
- キョロメルポップ
- キョロメルビッツ
- キョロちゃんのたまご
- ポテロング（ピーナッツキョロちゃん）

コラボレート商品
2011年10月に、関東地方中心にセブンイレブンで森永製菓『チョコボール』、チロルチョコ株式会社『チロルチョコ』、有楽製菓『ブラックサンダー』のコラボ企画商品がそれぞれ発売された。
- 森永製菓
  - 「チョコボール ブラックサンダー味」を販売した。
  - 「チョコボール チロルチョコ味」を販売した。

- チロルチョコ株式会社
  - 「チロルチョコ ピーナッツ」 - 「チョコボール ピーナッツ味」の外観を模しており30円で販売した。
  - 「チロルチョコ キャラメル」 - 「チョコボール キャラメル味」の外観を模しており30円で販売した。

- 有楽製菓株式会社
  - 「ブラックサンダー キャロちゃんピーナッツ味」 - 「チョコボール ピーナッツ味」の外観を模して下半身が黒い稲妻のキャロちゃんがあしらわれており30円で販売した。

2012年6月に、ユニーグループとの共同企画「エンゼルからの贈り物フェア」で限定商品を販売した。
- 「チョコボール チョコバナナ」 - サークルKサンクスの制服姿キョロちゃんが外装に配されている。

キョロちゃん以外の各作品のキャラクター
ベイブレードシリーズ
- 爆転シュート ベイブレード
- メタルファイト ベイブレード
- ベイブレードバースト

コカ・コーラから発売されている炭酸飲料ファンタとのコラボ・チョコボールを2023年4月25日に発売。
- 『チョコボール〈ファンタグレープ〉』 - パチパチキャンティが入ったチョコをファンタグレープ味のチョコでコーティングした商品。

## おもちゃのカンヅメ
「チョコボール」箱上部にある「くちばし」様の取り出し口側面に「金のエンゼル」と「銀のエンゼル」が一定数印刷されており、金は1枚、銀は5枚で「おもちゃのカンヅメ」と称する缶入りのオリジナル玩具詰め合わせと引き換えられる。
当選確率については諸説あるが、金のエンゼルの当選確率は約0.04％、銀のエンゼルの当選確率は約4％程度と言われている。1箱30個入りのボックスを5箱(150個)買えば、確率的には「銀のエンゼル5〜6枚」ほど当たるため、「おもちゃのカンヅメ」がもらえる計算である。一方、金のエンゼルを当てるには、確率的には2500個ほど購入する必要がある。

### 経緯
- 1967年2月 - 「まんがのカンヅメ」（「おもちゃのカンヅメ」の前身）スタート。
- 1969年4月 - 「おもちゃのカンヅメ」スタート。缶の絵はタツノコプロ制作アニメ『ドカチン』[7]。
- 1973年10月 - ウルトラマンなどテレビっ子を意識したグッズを加える。缶の絵はタツノコプロ制作アニメ『科学忍者隊ガッチャマン』[7]。
- 1976年4月 -「玉手箱プレゼント」 (小物入れに使える2種) [注 20]
- 1978年10月 - 「たまごのたまごプレゼント」[注 21]
- 1979年11月 - 「おもちゃのカンヅメ」を再スタートさせる。[注 22]
- 1980年4月 - 「おもちゃのカンヅメ」のデザインを変更する[注 23]。
- 1982年4月 - 「くるくるカン」 (3種) [注 24]
- 1983年 - 「くるくるカン」のデザインを変更する。
- 1984年6月 - 「びっくりカンカン」と「ミラクルカンカン」[注 25]
- 1986年9月 - 「のびのびカンカン」[注 26]
- 1988年10月 - 「わくわくカン」[注 27]
- 1991年 - 「キョロちゃん大集合（男の子）缶」と「キョロちゃん大集合（女の子）缶」。「わくわくカン」のデザインを変更する。
- 1993年 - 「男の子缶」と「女の子缶」。「わくわくカン」のデザインを変更する。ぬいぐるみ封入。
- 1994年9月 - 「オカシなBIG缶」[注 28]
- 1995年 - 男の子・女の子の区別を改め、小学生向け｢丸缶」と中高生向け「角缶」に変更。
- 1997年3月 - 「いちご缶（丸缶）」と「ピーナッツ缶（角缶）」[注 29]
- 1999年8月 - 「過去缶」と「未来缶」[注 30]
- 1999年12月 - 無印のくちばし10枚で時計「二千年之缶詰」が抽選される。
- 2001年 - 「太陽のカンヅメ」と「月のカンヅメ」
- 2003年3月 - 「夢のカンヅメ」
- 2004年8月 - 「キョロ缶 いちご」と「キョロ缶 ピーナッツ」
- 2006年7月 - 2007年8月 - 「キラ☆キョロ缶 ピーナッツ」と「キラ☆キョロ缶 キャラメル」
- 2007年7月 - 2008年8月 - 「黄金のキョロ缶」
- 2007年8月 - 12月 - 「チョコボール 赤缶」と「チョコボール 黒缶」に添付のweb応募券2枚で「大人のカンヅメ はたらく仕事時缶」と「大人のカンヅメ くつろぐ自由時缶」が各600名に当選する。
- 2008年3月17日 - 2009年2月27日 - 「チョコボール 赤缶」と「チョコボール 黒缶」に添付のweb応募券2枚で「大人のカンヅメ 記憶缶MEMORIES」が600名に当選する。
- 2008年9月 - 2010年8月 - 「魔法缶」と「冒険缶」
- 2010年9月 - 「宇宙缶」
- 2011年9月 - 「地球缶」[注 31]
- 2012年9月 - 「新キョロ缶」
- 2013年9月 - 「キョロちゃんズ缶」
- 2015年7月 - 「開かずのカンヅメ」
- 2016年7月 - 「ダマされちゃうカンヅメ」
- 2017年7月 - 「しゃべる!金のキョロちゃん缶」
- 2018年11月 - 「まわして!まわして♪ふしぎなキョロちゃん缶」

## 商標権
森永は1967年から「チョコボール」を使用し2008年に商標登録したが、名糖産業がアイスクリームに「徳用チョコボール」の商品名を使用していたため、2009年に使用中止を求めると、森永の出願前である1959年以来使用して広く公知となっていることを理由に先使用権を主張した。
2011年2月に商標権の侵害で、商品の販売差止と6000万円の損害賠償を求めて提訴したが、名糖産業が「徳用チョコボール」の商標で商品を製造して販売することを認める内容の和解が、2012年3月30日に成立した。

## CM出演者
- 田中星児
- 山瀬まみ（田中星児と共演）
- とんねるず
- リサ・ステッグマイヤー
- 堀内健（田中星児と共演）
- はんにゃ（前述のとんねるずのCMのリメイク版）
- 遠藤憲一（2016年 - ）[10]
- 磯村勇斗（2018年）（遠藤憲一と共演）
- ふかわりょう

## 雑記
小学館の雑誌『幼稚園』に、1982年12月号から「森永チョコボール ぼくの幼稚園わたしの幼稚園」が長期連載されていた。
「よるこ」で「金のエンゼル」が出るまで開封し続け、「金のエンゼル」出現まで2100箱以上、「銀のエンゼル」は60枚であった。「ロケみつ」の企画「目指せ! 金のエンゼル テク・テク・モグ・モグ! ブログ旅」では、「金のエンゼル」出現まで3618箱、「銀のエンゼル」は69枚だった。
「おもちゃのカンヅメ」は、2006年時点で月平均約2万個を発送しており、当選確率は非公表としている。封入物に関しては1980年代まではテレビCM等の広告で見せていたが、現在は「届いてからのお楽しみ」として伏せられている。
製品原材料の配合は、風味に大きく影響しない程度で年毎に僅かずつ改良している。